# Болгария на зимних Олимпийских играх 1960
Болгария принимала участие в Зимних Олимпийских играх 1960 года в Скво-Велли (США) в пятый раз за свою историю, но не завоевала ни одной медали. Всего в сборной было 7 атлетов, из которых три — женщины.

## Горнолыжный спорт
Мужчины
| Спортсмен           | Событие           | Гонка 1 | Гонка 1 | Гонка 2 | Гонка 2 | Общий зачет | Общий зачет |
| Спортсмен           | Событие           | Время   | Место   | Время   | Место   | Время       | Место       |
| ------------------- | ----------------- | ------- | ------- | ------- | ------- | ----------- | ----------- |
| Александр Шаламанов | Скоростной спуск  |         |         |         |         | 2:29.0      | 47          |
| Георги Димитров     | Скоростной спуск  |         |         |         |         | 2:20.2      | 30          |
| Георги Варошкин     | Скоростной спуск  |         |         |         |         | 2:20.0      | 29          |
| Александр Шаламанов | Гигантский слалом |         |         |         |         | 2:07.0      | 37          |
| Георги Димитров     | Гигантский слалом |         |         |         |         | 2:02.9      | 30          |
| Георги Варошкин     | Гигантский слалом |         |         |         |         | 2:01.0      | 29          |
| Александр Шаламанов | Слалом            | DSQ     | -       | -       | -       | DSQ         | -           |
| Георги Варошкин     | Слалом            | 1:21.3  | 31      | 1:26.2  | 33      | 2:47.5      | 29          |
| Георги Димитров     | Слалом            | 1:16.9  | 19      | 1:08.2  | 18      | 2:25.1      | 18          |

## Лыжные гонки
Мужчины
| Спортсмен     | Соревнование | Финал     | Финал |
| Спортсмен     | Соревнование | Всего     | Место |
| ------------- | ------------ | --------- | ----- |
| Стефан Митков | 15 км        | 56:55.4   | 33    |
| Стефан Митков | 30 км        | 2:03:54.3 | 31    |
| Стефан Митков | 50 км        | 3:26.32.5 | 22    |

Женщины
| Спортсмен        | Соревнование | Финал   | Финал |
| Спортсмен        | Соревнование | Total   | Rank  |
| ---------------- | ------------ | ------- | ----- |
| Крастана Стоева  | 10 км        | 41:44.0 | 9     |
| Надежда Василева | 10 км        | 44:32.8 | 19    |
| Роза Димова      | 10 км        | 45:45.8 | 22    |